# Gretna FC
Gretna FC, bildad 1946, var en fotbollsklubb från orten Gretna i kommunen Dumfries and Galloway i Skottland i Storbritannien. Hemmanläggningen var Raydale Park. 

## Historia

### 1946-2002
Gretna FC bildades 1946 och spelade i början i lokala serier i den skotska orten Dumfries. 1947 övergick laget till Englands seriesystem, där man mestadels höll till i amatörserien Northern Premier League. 1990 tog sig Gretna FC, som andra skotska klubb, sig till engelska FA-cupens reguljära omgångar. Den första klubb att göra det var Rangers FC som gjorde det 1887. Fram till 2002 tränade laget två kvällar i veckan.

### 2002-2008
Först 2002 tog Gretna FC plats i det skotska seriesystemet Scottish Football League. 2004 kvalificerade sig Gretna för fjärdedivisionen och året efter tredjedivisionen. Den 25 mars 2006 kvalificerade sig laget för spela i den skotska andravisionen Scottish First Division för herrar säsongen 2006-2007. Säsongen 2005-2006 spelade sig Gretna FC till skotsk cupfinal för herrar, där laget förlorade mot Heart of Midlothian FC på straffsparkar efter 1-1 i ordinarie speltid och förlängning. Men då Heart of Midlothian FC redan kvalificerat sig för spel i UEFA Champions League kvalificerade sig Gretna FC för spel i UEFA-cupen säsongen 2006/2007. Säsongen 2006/2007 blev på nytt ett rekordår för Gretna då de kvalificerade sig för spel i Scottish Premier League säsongen 2007/2008, men åkte ut och upplöstes våren 2008.

### Fotnoter
1. ↑  Scottish Football Ground Guide Arkiverad 16 februari 2012 hämtat från the Wayback Machine.